# Cofradía de la Buena Muerte (Jaén)
La Real Hermandad Sacramental y Cofradía de Nazarenos del Santísimo Cristo de la Buena Muerte, Cristo Descendido de la Cruz y Nuestra Señora de las Angustias es una cofradía con sede canónica en la Catedral de Jaén, España. Realiza su salida procesional durante la Semana Santa jiennense, en la tarde del Miércoles Santo.

## Historia
La Cofradía se fundó en 1926 por la transformación de la cofradía de gloría del Señor de la Buena Muerte, que desde el 26 de agosto de 1766 radicaba en el convento de La Merced. Su titular era una portentosa imagen que representaba el momento en el que Jesús recoge sus vestiduras del suelo tras la flagelación. Era obra atribuida a José de Mora que llegó a Jaén en 1726 desde Granada. 
En 1926 se encargó el nuevo crucificado a Jacinto Higueras Fuentes y el Cabildo Catedralicio le facilitó la imagen de Ntra. Sra. de las Angustias que procedía del extinguido convento de Carmelitas Descalzos. El 15 de marzo el rey Alfonso XIII aceptó el título de Gobernador Honorario, el 2 de abril aprobó sus estatutos y 9 de abril bendijo la imagen del crucificado. En 1927 se trasladó en la Santa Iglesia Catedral. En 1930 incorporó una imagen de San Juan, obra de Francisco de Pablo, que en 1958 pasó a la Congregación de la Vera Cruz. En 1960 incorporó el grupo escultórico de El Descendido. En sus primeros años acudían a la procesión tropas y bandas militares de húsares, Guardia Civil y el Regimiento de León, entre otras.
En 1986 obtuvo la condición de Hermandad Sacramental. El 15 de junio de 2013, Año de la Fe, la cofradía participó en la Fides Sancti Regni con Ntra. Señora de las Angustias.

## Iconografía

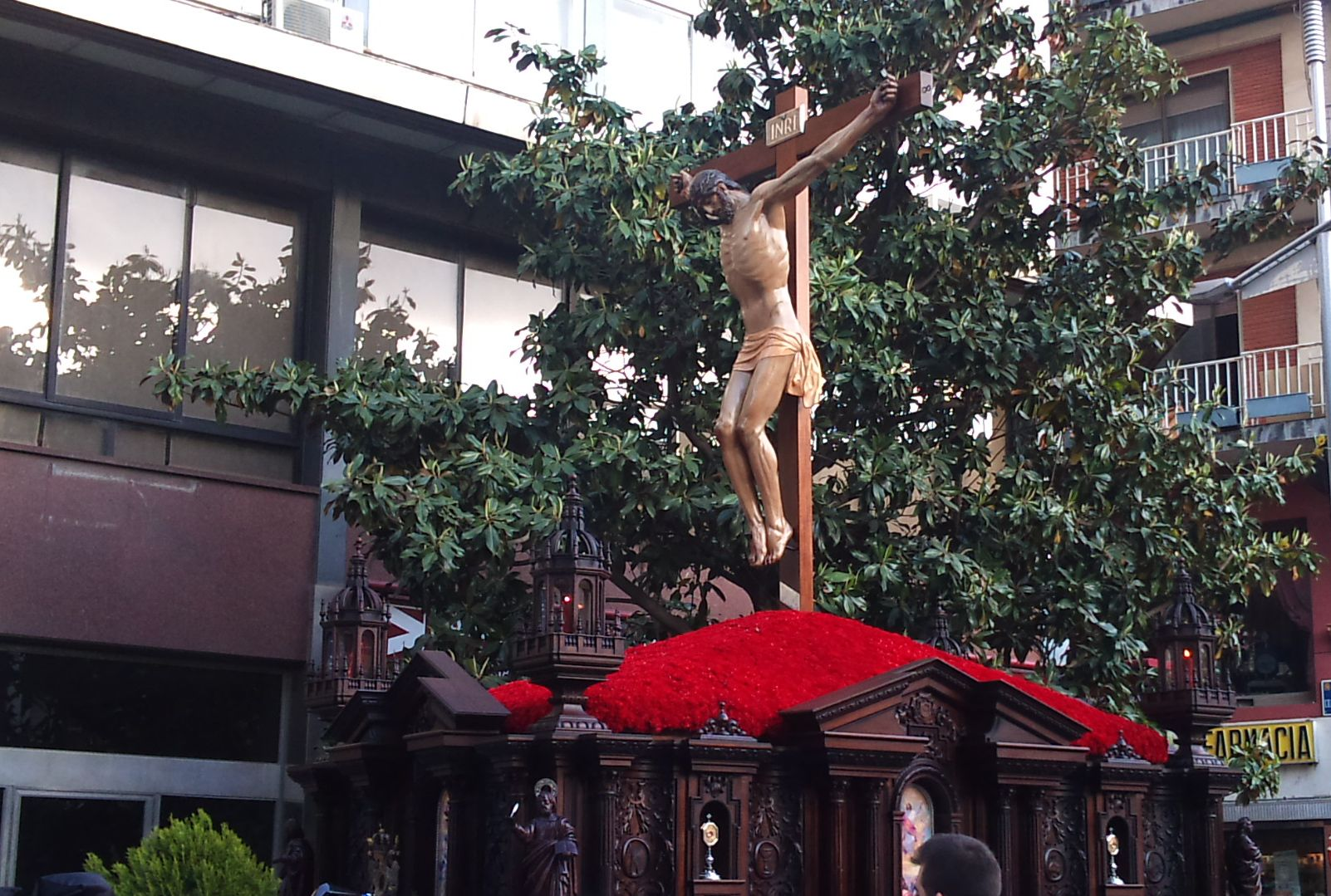
Cristo de la Buena Muerte en su paso procesionando por las calles de Jaén en la Semana Santa de 2011.

- Santísimo Cristo de la Buena Muerte, obra de Jacinto Higueras Fuentes en 1927. Está realizado en madera de aliso.

Se trata de una modélica escultura alejada de la imaginería tradicional. Rotunda pieza majestuosa que pone solemnidad a los desfiles pasionistas de Jaén, exhibiendo un realismo no despejado de la corriente del Modernismo, aún imperante en 1927, año en que se labró.
José Domínguez Cubero

- Cristo Descendido de la Cruz, obra de Víctor de los Ríos. El misterio lo componen las imágenes de Nicodemo subido en la escalera, Jesús muerto en brazos de San Juan y José de Arimatea, la Virgen María, realizadas en 1960 y María Magdalena y María Salomé, realizadas en 1964.[5]

- Nuestra Señora de las Angustias, obra de José de Mora a finales del siglo XVII. Se representa a la Virgen sentada, con la cabeza inclinada a la derecha y las manos entrelazadas en su pecho. La cara, con siete lágrimas, expresa resignación y un dolor recatado. Se cubre con un manto azul perfilado en oro realizado en la técnica de tela encolada. Sobre su regazo se encuentra Cristo muerto. Completan el conjunto dos angelitos plañideros del siglo XVIII que portan en sus manos el martillo y las tenazas de la pasión, en metal plateado, y enjugan sus lágrimas en delicados pañuelos bordados.[6] El paso es obra de Francisco Palma Burgos y toma la forma de una peana piramidal de formas ovales y sinuosas. Está realizado en madera de caoba con aplicación de pan de plata.[7]

## Sede
Es la Catedral de Jaén.

## Traje de Estatutos
El traje de estatutos consta de túnica y capa blancas, caperuz y cíngulos negros. En los tramos que acompañan al Grupo Escultórico de El Descendido, carecen de capa.

## Patrimonio musical
- Cristo de la Buena Muerte (Ángel Fernández González)
- Anderos de la Buena Muerte (Carlos Cerveró Alemany, 1987)
- Oración al Cristo de la Buena Muerte (Francisco García-Breau G., 1991)
- Cruz de Guía (Manuel Vílchez Martínez, 1988)
- El Descendimiento (José Sapena Matarredonda)
- Virgen de las Angustias (José Sapena Matarredonda)
- Angustias Madre (Carlos Cerveró Alemany, 1993)
- Estación de Penitencia (Carlos Cerveró Alemany, 1998)
- Buena Muerte (Carlos Cerveró Alemany, 1999)

## Paso por la carrera oficial
| Predecesor: Cofradía del Perdón | Orden de entrada en la carrera oficial (Miércoles Santo) 3.er lugar | Sucesor: Congregación de la Vera-Cruz (Jueves Santo) |